# Ping (golf)
Pour les articles homonymes, voir Ping.
Ping (stylisé PING) est une marque d'équipement de golf, basée à Phoenix en Arizona. Elle a été fondée par Karsten Solheim.
Ingénieur à General Electric, Solheim a commencé à faire ses propres putters dans son garage situé dans la ville de Redwood City en Californie, en 1959. En raison de la demande croissante envers ses putters, il a démissionné de son poste à la General Electric en 1967 afin de développer sa compagnie. PING produit actuellement des clubs dans chaque catégorie: driver, bois de parcours, hybrides, fers et putters.

## Histoire
La marque PING golf a connu ses débuts dans le garage de son créateur, Karsten Solheim qui était déçu par la difficulté de jouer correctement au golf avec les putters existants. C'est à partir de ce moment que l'ingénieur de la General Electric mit au point le putter "PING 1A".
Le nom de la société, "PING", vient du bruit que fait le métal lorsqu'il tape la balle.
Le succès qu'a connu Karsten Solheim avec son putter "Ping 1A" en 1959 a permis à la marque de s'imposer sur le marché mais aussi la faire reconnaître comme une marque qui allait devenir incontournable[réf. nécessaire] dans le golf.
En 1961, la société déménagea de Redwood City en Californie pour Phoenix en Arizona où elle s'installa définitivement. Même si les ventes des putters Ping 1A continuèrent de monter, Solheim décida de continuer à fabriquer ses clubs artisanalement dans son garage comme après sa démission de General Electric.
Dans la même année, il inventa sa première série de fers qu'il appela "69". Il continua ses études sur la répartition des masses dans la semelle des clubs (au plus près du sol) et creusa une cavité à l'arrière de ses fers afin d'obtenir une plus grande tolérance (capacité d'un club à reproduire des trajectoires idéales même si le swing n'a pas été très bon).